# Разработка Grand Theft Auto V

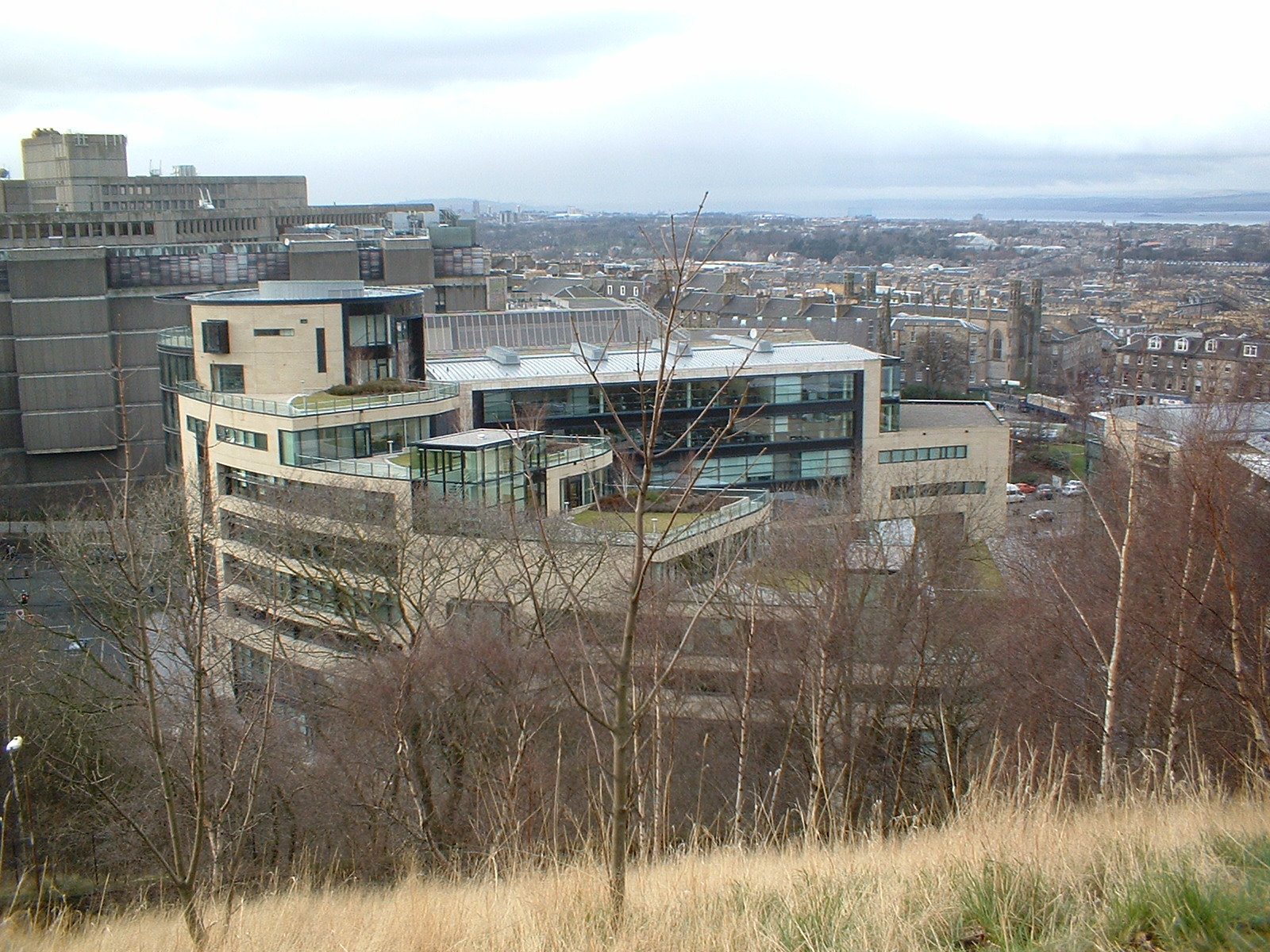
Студия Rockstar North в Эдинбурге, Шотландия, где осуществлялся надзор за разработкой Grand Theft Auto V

Компьютерную игру Grand Theft Auto V в жанре action-adventure разрабатывала команда из более чем 1000 человек в течение нескольких лет. Rockstar Games выпустили игру в сентябре 2013 года для PlayStation 3 и Xbox 360, в ноябре 2014 года для PlayStation 4 и Xbox One, а в апреле 2015 года для Microsoft Windows в качестве пятнадцатой части игры серии Grand Theft Auto. Разработка началась вскоре после выпуска Grand Theft Auto IV и была возглавлена основной командой Rockstar North из 360 человек, которая сотрудничала с несколькими другими международными студиями Rockstar Games. Команда считала игру духовным преемником многих своих предыдущих проектов, таких как Red Dead Redemption и Max Payne 3. После своего неожиданного анонса в 2011 году игра была сильно распиарена с помощью показов в прессе, кинематографических трейлеров, стратегий вирусного маркетинга и специальных изданий. Дата её выпуска, хотя и с некоторыми задержками, была широко ожидаема.
Открытый мир игры был создан по образцу Лос-Анджелеса и других районов Южной Калифорнии. Большая часть работы по разработке была посвящена созданию открытого мира и запатентованный Rockstar Advanced Game Engine (RAGE) был переработан, чтобы увеличить его возможности визуализации дальности прорисовки. Ключевые члены команды провели полевые экскурсии по Южной Калифорнии, чтобы собрать исследования и кадры, а проекции Карт Google Лос-Анджелеса были использованы для проектирования дорожной сети города. Впервые в серии игроки управляют тремя главными героями на протяжении всего однопользовательского режима. Команда нашла множественный дизайн главного героя фундаментальным изменением в игровом процессе и повествовательных устройствах. Они усовершенствовали механику стрельбы и вождения и ужесточили темп повествования и прицел.
Актёры, выбранные для изображения главных героев, вложили много времени и исследований в развитие характера. Захват движения использовался для записи движений лица и тела персонажей. Как и его предшественники, игра имеет внутриигровое радио, которое воспроизводит набор лицензированных музыкальных треков. Игра является первой в своей серии, в которой представлена оригинальная музыка, составленная в течение нескольких лет командой из пяти музыкальных продюсеров. Они работали в тесном сотрудничестве, пробуя и включая различные влияния в идеи друг друга. В переиздание игры был добавлен вид от первого лица наряду с традиционным видом от третьего лица. Для добавления вида от первого лица игра получила значительное визуальное и техническое обновление, а также новые функции геймплея, такие как редактор повторов, который позволяет игрокам создавать игровые видео.

## Разработка

### История и обзор
Предварительная работа над Grand Theft Auto V началась после выпуска Grand Theft Auto IV в апреле 2008 года; полная разработка продолжалась три года. Основная команда Rockstar North из 360 человек кооперировала дочерние компании Rockstar Games по всему миру, чтобы облегчить разработку между полной командой из более чем 1000 человек. В их число входили студии Rockstar в Лидсе, Лондоне, Линкольне, Новой Англии, Сан-Диего и Торонто. Технический директор Адам Фаулер сказал, что в то время как разработка была разделена между студиями в разных странах, этот процесс включал тесное сотрудничество между основной командой и другими участниками. Это было необходимо, чтобы избежать трудностей, если студии не общались друг с другом, так как многие игровые механики работают в тандеме. Разработка игры прекратилась к 25 августа 2013 года, когда она была выпущена в производство. Медиааналитик Арвинд Бхатия оценил бюджет разработки игры в 137 миллионов долларов США, а репортёр Марти Маклафлин из The Scotsman подсчитал, что совокупные усилия по разработке и маркетингу превысили 170 миллионов фунтов стерлингов (265 миллионов долларов США), что сделало её самой дорогой видеоигрой, когда-либо сделанной на тот момент.
Фирменный Rockstar Advanced Game Engine (RAGE) был переработан для игры, чтобы улучшить её возможности рендеринга дальности прорисовки, а движки Euphoria и Bullet справляются с дальнейшими задачами анимации и рендеринга среды. Команда обнаружила, что они могут представить игровой мир с большей детализацией, чем в Grand Theft Auto IV, потому что они познакомились с оборудованием PlayStation 3 и Xbox 360. Арт-директор Аарон Гарбут сказал, что, хотя устаревшее оборудование консолей было утомительным для работы, команда все ещё могла визуализировать детальное освещение и тени и «поддерживать последовательный внешний вид». Вице-президент Дэн Хаузер согласился и считал, что работа над Grand Theft Auto IV с относительно новым оборудованием была сложной задачей, но добавил: «Теперь мы знаем, на что способно оборудование, поэтому стало намного проще продвигать вещи и намного веселее». Версии PlayStation 3, PlayStation 4 и Xbox One помещаются на один Blu-ray Disc; копии Xbox 360 распространяются на двух DVD-дисках и требуют установки 8 ГБ на жесткий диск или внешнее запоминающее устройство; в то время как версия Microsoft Windows (ПК) занимает семь DVD-дисков. Команда утверждала, что любые различия между версиями PlayStation 3 и Xbox 360 будут незначительными.

### Исследования и создание открытого мира
Первоначальная работа над Grand Theft Auto V представляла собой создание открытого мира, где предварительные модели были построены на движке во время препродакшена. Сеттинг игры — вымышленный американский штат Сан-Андреас и город Лос-Сантос, основанный на Южной Калифорнии и Лос-Анджелесе соответственно. Сан-Андреас был впервые использован в сеттинге Grand Theft Auto: San Andreas, в котором фигурировали три города, разделённые открытой сельской местностью. Команда сочла, что амбиции по включению трёх городов в Сан-Андреас были слишком высоки, поскольку они не соответствовали городам, как они надеялись. Хаузер считал, что «сделать правильную версию Лос-Анджелеса ... игра должна дать вам ощущение этой объёмности — если не полностью повторить его» и что разделение бюджета и рабочей силы между несколькими городами помешало бы захватить «то, каким есть Лос-Анджелес». Гарбут сказал, что технологий PlayStation 2 не хватало, чтобы адекватно захватить Лос-Анджелес. Команда проигнорировала Сан-Андреас как отправную точку для Grand Theft Auto V, потому что они перешли на новое поколение консолей и хотели построить город с нуля. По словам Гарбата, с переходом на аппаратные средства PlayStation 3 и Xbox 360 «наши процессы и точность мира сильно эволюционировали от San Andreas», что использование его в качестве модели было бы излишним. Сосредоточенность команды на одном городе вместо трёх означала, что они могли создавать Лос-Сантос в более высоком качестве и в большем масштабе, чем в предыдущей игре.
Лос-Анджелес был тщательно исследован для игры. Команда организовала полевые исследовательские поездки с гидами и историками архитектуры, а также сделала около 250 000 фотографий и многочасовых видеозаписей. Хаузер сказал: «Мы говорили с агентами ФБР, которые были под прикрытием, экспертами в мафии, уличными гангстерами, которые знают сленг — мы даже посещали настоящую тюрьму». Он считал исследование и создание открытого мира наиболее сложными аспектами создания игры. Карты Google и Street View проекции Лос-Анджелеса были использованы командой для проектирования дорожной сети Лос-Сантоса. Команда изучала виртуальные модели глобуса города, данные переписи и документальные фильмы, чтобы воссоздать его географическое и демографическое распространение.
Открытый мир включает в себя обширные участки сельской местности вокруг города. Исследование привело группу в сельские районы Калифорнии; Гарбут вспомнил визите с Хаузером в Бомбей-Бич, который вдохновил их на то, чтобы противопоставить первоначальную историю Тревора близь Солтон-Си. Команда хотела большой мир без открытых, пустых пространств и сжатой сельской местности Южной Калифорнии в разнообразное и детализированное игровое пространство. Игровой мир занимает 49 квадратных миль (130 км2) - примерно восьмидесятую часть округа Лос-Анджелес. Его масштаб больше, чем предыдущие игры Rockstar с открытым миром; Гарбут оценил, что он достаточно велик, чтобы поместиться в San Andreas, Grand Theft Auto IV и Red Dead Redemption вместе взятых. Чтобы приспособиться к размеру мира, команда пересмотрела RAGE, чтобы улучшить его возможности визуализации дальности прорисовки. Большое открытое пространство позволило вновь внедрить самолёты с неподвижным крылом, которые были исключены из Grand Theft Auto IV из-за её относительно меньшего масштаба. «Мы хотели, чтобы было что-то большое, чтобы игроки могли нормально летать», – объяснил Хаузер. Команда заселила мир дикой природой; ведущий продюсер Лесли Бензис считает, что «из-за масштаба карты и различных видов вовлечённых областей сельская местность без животных будет чувствовать себя довольно пустой».

### Игровой процесс
Идея нескольких главных героев была впервые поднята во времена разработки San Andreas, но современные аппаратные ограничения сделали её невыполнимой. Гарбут объяснил: «это невозможно с технической точки зрения, потому что трём персонажам требуется в три раза больше памяти, три типа анимации и так далее». После выпуска Grand Theft Auto IV, команда разработала Lost and Damned и The Ballad of Gay Tony, дополнительные эпизоды, в которые входили новые протагонисты. Три связанные между собой сюжета получили положительные отзывы, поэтому команда выстроила Grand Theft Auto V вокруг этой модели.
Команда разработчиков обнаружила, что игроки испытывают большую свободу при управлении тремя персонажами в миссиях. Ведущий конструктор миссий Имран Сарвар считал, что они открыли больше стратегических манёвров. Он придумал концепцию сюжета с главными героями, где Майкл де Санта держит снайперский пост и обеспечивает прикрытие для Тревора Филипса, который совершает атаку на вражескую позицию, в то время как Франклин Клинтон манипулирует фланговыми точками. Бензи считал, что переключение персонажей упрощает взаимодействие между свободным перемещением и линейным игровым процессом миссии, поскольку это устраняет громоздкие междугородные поездки в San Andreas до стартовых точек миссии. Игроки могут «исследовать всю карту, не беспокоясь о долгой дороге назад», заявил Бензи. Хаузер отметил, что использование системы переключения персонажей во время миссий также сводит на нет дальние поездки. Динамическое содержание миссии открытого мира – то особенность, заимствованная из Red Dead Redemption, где она была воспринята положительно. Динамические миссии появляются сами по себе, пока игроки исследуют открытый мир, и могут быть приняты или проигнорированы. Команда реализовала динамический контент по всему открытому миру. В Лос-Сантосе, например, игроки могут столкнуться с бронированным фургоном и попытаться перехватить его, чтобы украсть его содержимое.

### История и развитие персонажей
Сюжет игры, вращающийся вокруг трёх главных героев, был одной из самых ранних целей разработки Grand Theft Auto V. Гарбут считал, что такое отклонение от основной структуры геймплея было рискованным и напомнил о беспокойстве команды, что отход от традиционного, стандартного геймплея главного героя Grand Theft Auto «может привести к обратным результатам». Ранняя концепция геймплея предусматривала три отдельных сюжета разных главных героев. Позже, Grand Theft Auto IV вдохновила новую концепцию, что сюжет главных героев будет пересекаться на протяжении всей игры. В конечном счёте, концепция развилась в три взаимосвязанных истории, которые переплетались во время прохождения миссий. По словам Бензи, команда сделала упор на нескольких главных героях «неотъемлемой частью структуры игрового процесса, а также повествования сюжета». Хаузер высказал мнение, что Grand Theft Auto V является их «самой сильной сюжетом за счёт взаимодействия между персонажами» и что «моменты взаимодействия [между историями персонажей] очень увлекательны».
Центральная сюжетная тема игры – «погоня за всемогущим долларом». Миссии строятся на планировании и выполнении сложных ограблений с целью обогащения. Команда сосредоточилась на деньгах в качестве основной темы игры в ответ на финансовый кризис 2007—2008 годов, поскольку его последствия возвращают главных героев к преступной жизни. Позитивная реакция на миссию «Three Leaf Clover» в Grand Theft Auto IV, в которой тщательно продуманное ограбление координируется и выполняется главным героем Нико Белликом и его сообщниками, побудила команду развивать сюжет вокруг ограблений.

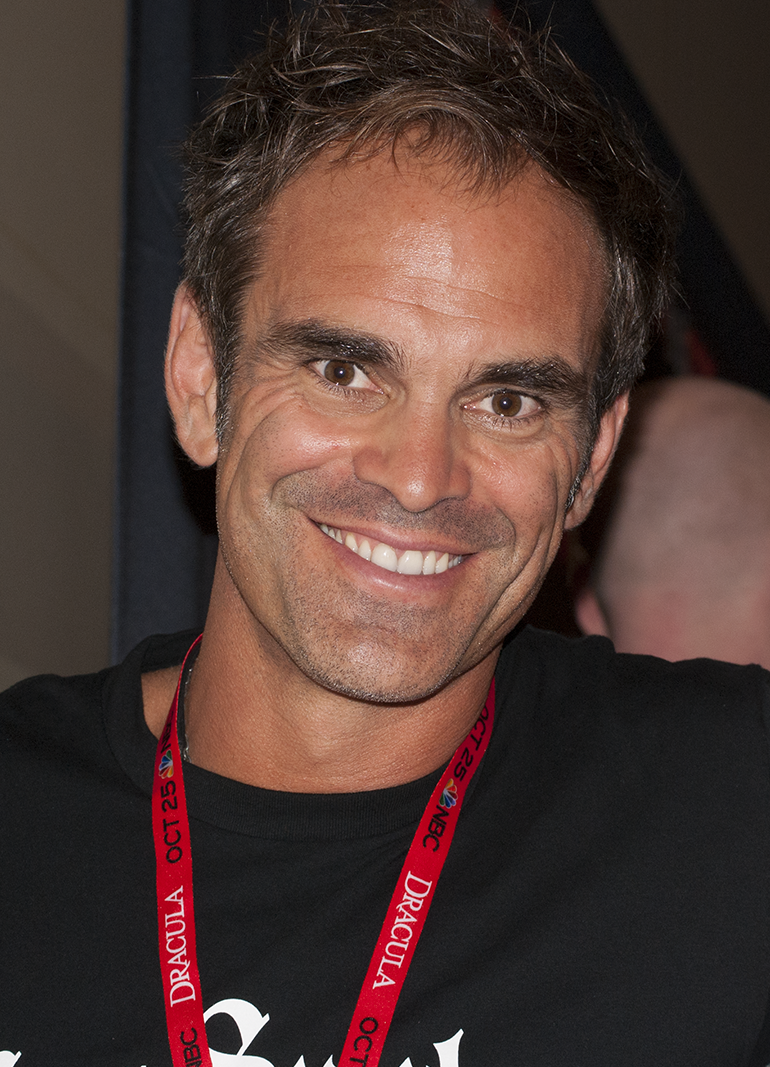
Стивен Огг, сыгравший роль Тревора, почувствовал на съемочной площадке связь между актёром Майкла Недом Люком и самим собой, что помогло закрепить их роли

Команда создавала главных героев, каждый имеющий свой характер; Майкл олицетворяет жадность, Франклин честолюбие, а Тревор безумие. Хаусер считал, что Майкл и Тревор являются противопоставлением друг друга. Он считал, что три главных героя помогли перенести сюжет игры на более оригинальную территорию, чем её предшественники, которые традиционно следовали за одним главным героем, поднимающимся по карьерной лестнице преступного мира. Нед Люк сыграл роль Майкла, Шон Фонтено – Франклина, а Стивен Огг – Тревора. Фонтено впервые дебютировал в компьютерных играх в роли озвучивания благодаря своему другу DJ Пух, который участвовал в создании San Andreas и участвовал в музыкальном продакшене Grand Theft Auto V.
Когда агент Люка сообщил ему о проведении кастинга, он сначала не хотел проходить прослушивание на эту роль, потому что это было в видеоигре. Прочитав материал для прослушивания и узнав больше о проекте, он заинтересовался. Во время первоначального процесса прослушивания Огг заметил на съемочной площадке связь между ним и Люком. «Когда Люк и я вошли в комнату вместе, у нас сразу же что-то произошло», – объяснил он. Хотя актёры знали, что их прослушивания были для Rockstar Games, только когда они подписали контракты, они узнали, что прослушивание было для Grand Theft Auto.
Работа актёров началась в 2010 году. Их выступления в основном записывались с использованием технологии захвата движения. Диалоги для сцен с персонажами, сидящими в автомобилях, записывались в студиях. Поскольку актёры записывали свои диалоги и движения на съемочной площадке, они обнаружили, что их выступления ничем не отличаются от ролей в кино или на телевидении. Чтобы подготовиться к роли Майкла, Люк набрал 10 килограмм и изучил предыдущие игры Rockstar, начиная с Grand Theft Auto IV. Он считал, что характер Майкла является слиянием образа персонажа Уорда Кливера в роли Хью Бомонта в американском ситкоме «Предоставьте это Биверу» (1957–1963) и образа Тони Монтана в роли Аль Пачино в фильме 1983 года «Лицо со шрамом».
Огг считал, что характер Тревора со временем меняется. Он сказал: «нюансы и черты характера, которые начали проявляться — его походка, его манера речи, его реакции, определённо повлияли на его развитие на протяжении всей игры». Он полагал, что хоть Тревор воплощает жестокого, психопатического антигероя Grand Theft Auto, он хотел вызвать сочувствие игроков к истории Тревора. «Вызвать другие эмоции было трудно, и это было самой большой проблемой, и это то, что много значило для меня», – объяснил Огг. Фонтено считал, что выросший в южном Лос-Анджелесе и подвергшийся воздействию наркоторговли и бандитской культуры, подтверждает его образ Франклина. «Я и раньше жил его жизнью... Он был окружен наркотиками, преступлениями, жил со своей тётей – я жил с бабушкой, так что было много схожести», – сказала Фонтено. Не снимаясь в кино с последней роли Фейса в фильме «Мойка» 2001 года, он обратился за советом к Люку и Оггу, чтобы усовершенствовать свои актёрские навыки.

### Саундтрек
Grand Theft Auto V — первая игра в своей серии, в которой используется оригинальный саундтрек. Музыкальный руководитель Иван Павлович описал первоначальную идею саундтрека как «пугающую», потому что она была беспрецедентной для игры Grand Theft Auto. Как и большинство предыдущих саундтреков серии Grand Theft Auto, в игре используются лицензионные музыкальные треки, предоставляемые внутриигровым радио. Павлович надеялся, что оригинальный саундтрек усилит лицензионное использование музыки, а не умалит его. Для работы над саундтреком Rockstar наняли The Alchemist, Oh No и Tangerine Dream совместно с Вуди Джексоном, который ранее работал над саундтреком для Red Dead Redemption, L.A. Noire и Max Payne 3. Команда продюсеров сотрудничала в течение нескольких лет, чтобы создать более двадцати часов саундтрека, которая играет как в миссиях, так и в динамичном игровом процессе в одиночном и многопользовательском режимах.

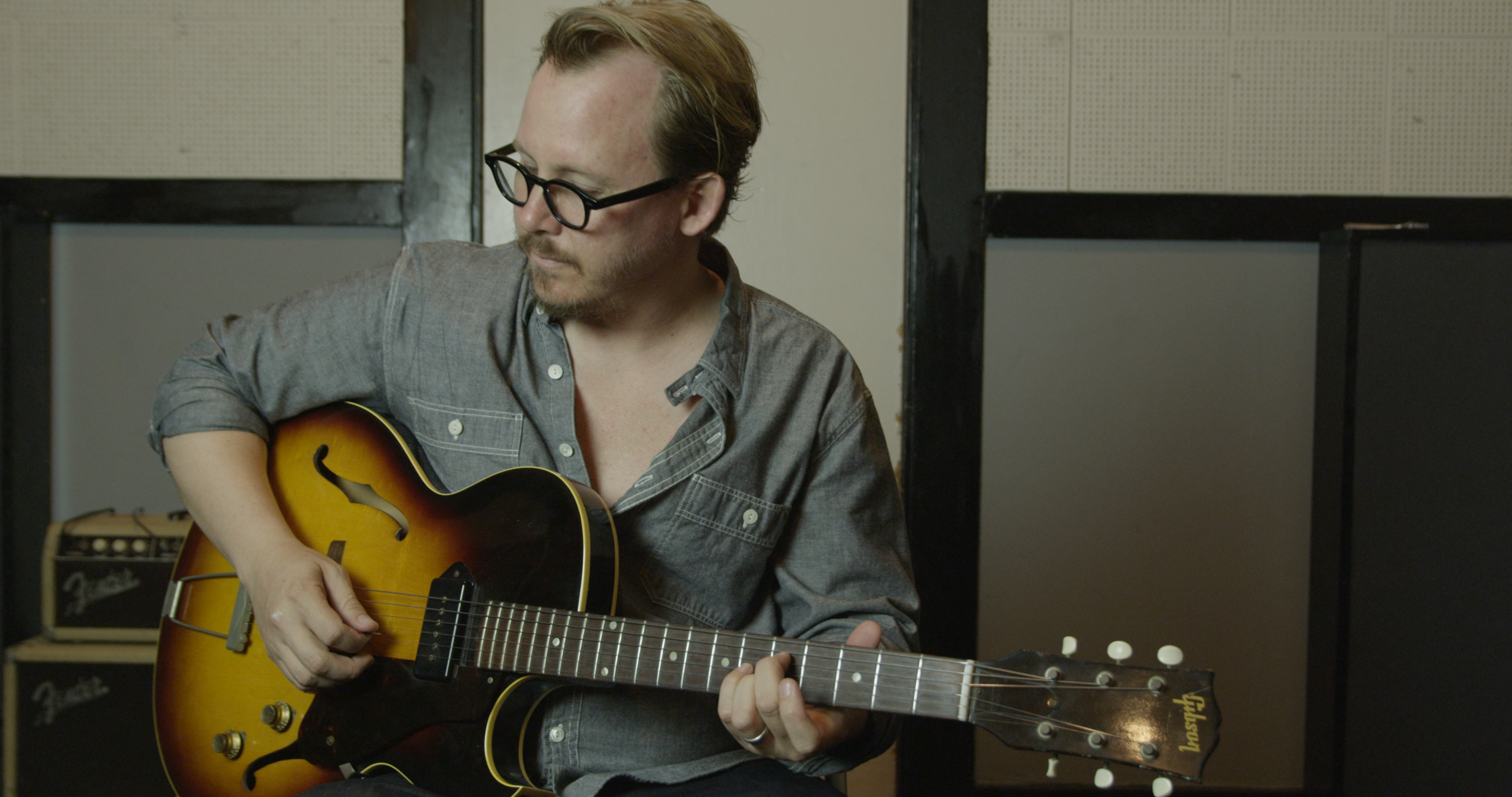
Вуди Джексон, который работал над несколькими предыдущими играми Rockstar, сотрудничал с командой продюсеров для создания более двадцати часов оригинальной музыки для саундтрека игры

В начале разработки игры музыкальная команда была объявлена на ранней стадии работы, до начала работы над саундтреком. Их работа была в основном завершена позже в процессе разработки игры, но они продолжали сочинять музыку до полного окончания работы над игрой. Эдгар Фрёзе, основатель Tangerine Dream, первоначально отклонил предложение о создании саундтрека для видеоигры. После того, как его доставили в студию и показали игру, он был впечатлён её масштабом и кинематографичностью, и передумал. За первые восемь месяцев работы Фрёзе над саундтреком было написано 62 часа музыки. Он записывался с Tangerine Dream в Австрии, но дальнейшая работа велась в студии Джексона в США, на которой также записывались The Alchemist и Oh No. Первоначальная роль Джексона заключалась в создании саундтрека для миссий Тревора, и на его творчество повлияли таких музыканты, как The Mars Volta и Queens of the Stone Age.

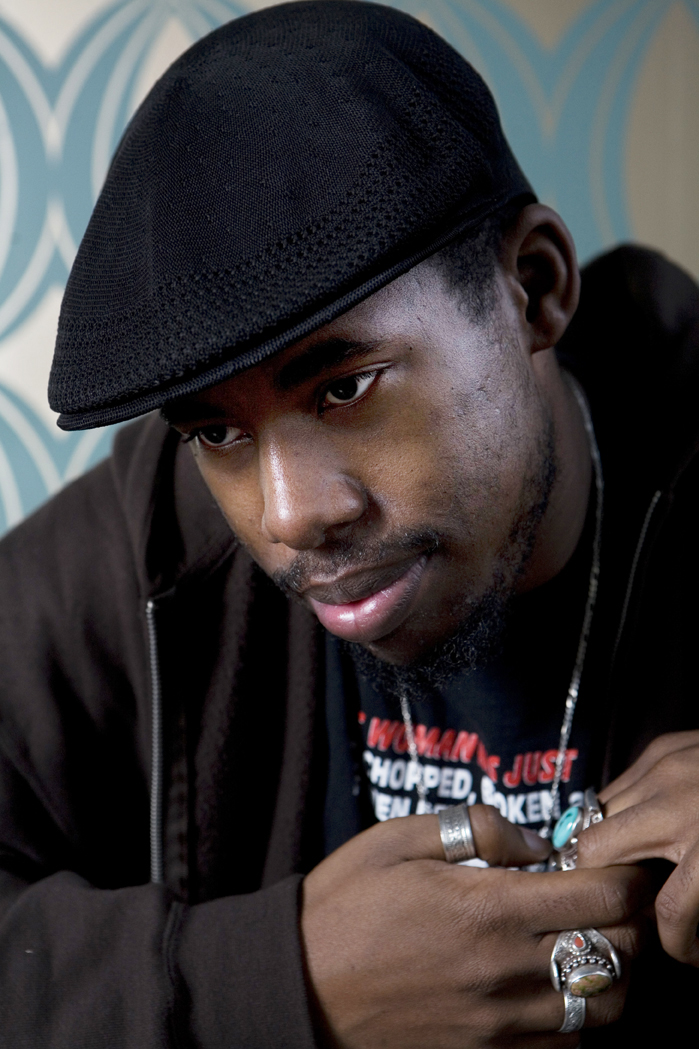
Flying Lotus сочиняет оригинальную музыку для внутриигровой радиостанции FlyLo FM

Команда Rockstar хотела объединить изображение Калифорнии в игровом мире с радиостанциями, лицензируя треки, которые придавали соответствующее погружение. Павлович отметил, что культурная насыщенность Лос-Анджелеса поп-музыкой потребовала нон-стоп-поп FM-радиостанции; он сказал, что «в первый раз, когда вы выходите из самолёта в Лос-Анджелесе, вы слышите радио, поп-музыка просто просачивается наружу... Мы этого хотели. Это действительно соединяет вас с миром». Он считал, что для лицензионного выбора музыки требуется большая проницательность, чем в Grand Theft Auto IV, потому что музыка Grand Theft Auto V играет ключевую роль в создании калифорнийской атмосферы. Музыка «отражает среду, в которой разворачивается игра», сказал он. Первоначально команда планировала лицензировать более 900 треков для радио, но они сократили количество до 241. Радио разделено на пятнадцать станций, с дополнительными двумя разговорными станциями и радиостанцией для пользовательских аудиофайлов в версии для ПК. Некоторые треки были написаны специально для игры, например, оригинальная работа рэпера и продюсера Flying Lotus, написанная для радиостанции FlyLo FM, которую он ведёт. Павлович отметил, как команда сначала разрабатывала идею о том, как будет звучать каждая станция, а затем выбирала диджея, соответствующего жанру станции, например Кенни Логгинса, который ведёт станцию в жанре классического рока Los Santos Rock Radio. Он считал, что найти баланс между радио и саундтреком — кропотливый процесс.

### Переиздание
Есть что-то невероятное в том, чтобы бегать по этому миру с видом от первого лица, глядя на руки Тревора, видеть татуировки, грязь под ногтями... А затем щелчком мыши вы переключаете вид от третьего лица и перед вами снова появляется ваш персонаж — это совершенно другой новый опыт.
На выставке E3 2014 было объявлено о переиздании игры для ПК, PlayStation 4 и Xbox One. Эта улучшенная версия отличается увеличенной дальностью прорисовки, более лучшей детализацией текстур, более плотным трафиком, улучшенными погодными эффектами и новой дикой природой и растительностью. В нём представлено более 162 новых песен на всех радиостанциях игры. Игроки могли переносить персонажей Grand Theft Auto Online и прогресс между некоторыми платформами и получать эксклюзивные действия и внутриигровые скидки на оружие и транспортные средства. В переиздании был добавлен вид от первого лица, который игроки могут настроить в соответствии с личными предпочтениями (например, делая вид от третьего лица в укрытии). Анимационный директор Роб Нельсон сказал, что вариант с видом от первого лица был во время разработки PlayStation 3 и Xbox 360, но их относительно небольшие карты памяти были уже заполнены, так что добавление нового вида от первого лица препятствовало бы рендерингу открытого мира. По словам Нельсона, вид от первого лица требовал больше усилий для разработки, чем просто перестановка камеры, из-за необходимости адаптации боя к другому виду. Оружие было модернизировано до более высокого разрешения и были добавлены новые анимации, включая отдачу оружия, перезарядку и переключение. «Я думаю, что мы создали 3000 анимаций только на оружии», – сказал Нельсон.
В версии для ПК есть «Rockstar Editor», редактор повторов, который позволяет игрокам создавать видеоклипы своего игрового процесса. В нём имеется «режим режиссёра», который позволяет игрокам записывать кадры с различными персонажами, которые говорят и выполняют контекстуальные действия по своему желанию. Игроки могут регулировать время суток и погодные условия, а также использовать чит-коды для доступа к более кинематографическим эффектам. Набор редактирования позволяет игрокам добавлять музыку из саундтрека игры, а также получать доступ к различным эффектам глубины резкости и фильтров. Готовые работы могут быть загружены непосредственно на YouTube и включены в конкурсы Rockstar Games Social Club. Позже в версии PlayStation 4 и Xbox One также был добавлен редактор Rockstar через обновление, в котором также были добавлены различные функции, такие как расширенные звуковые эффекты и библиотеки стилей текста на всех трёх платформах.
Арт-директор Аарон Гарбут сказал, что добавление вида от первого лица вдохновило на графическое обновление расширенной версии. Реконструированные автомобили имеют внутренние эффекты, включая функциональные спидометры, топливомер и т.д. По словам Гарбута, команда добавила новые эффекты частиц и освещения, «как светлячки ночью в сельской местности или загрязнение окружающей среды светом над Лос-Сантосом ночью». Red Dead Redemption вдохновил команду добавить больше растительности ,чтобы избавиться от недостатков открытого мира. Растительность оригинальной версии была заменена более детальными в расширенной версии. Модернизированная система погоды добавила ветвям деревьев и листьям реалистичную качку при ветре. Команда вручную разместила сорняки вдоль заборов и стен, а также разместила траву на многих участках открытого мира. Затем они накладывали цветы, растения, камни, листья и мусор на траву. Модернизированная SSAO создаёт динамические тени, которые могут отбрасываться через погодные эффекты, включая объёмный туман, и эффекты частиц, включая отражения света в водных объектах или неоновые отражения в автомобилях в ночное время. Загрязнение окружающей среды светом в ночное время в Лос-Сантосе может рассеиваться в плохую погоду. Динамическая система глубины резкости делает изображение резче и мягче для имитации автофокуса камеры, а улучшенные шейдеры создают новые цвета в текстурах кожи и рельефа.
Первоначальная разработка ПК-версии началась параллельно с PlayStation 3 и Xbox 360, но позже опущена на второй план для сосредоточения на консольных релизах, прежде чем вернуться позже к ПК. Поскольку команда планировала версию для ПК с самого начала, они заранее приняли технические решения для облегчения дальнейшей разработки, такие как поддержка 64-битных вычислений и DirectX 11. Команда разработчиков создавала исходные изображения с высоким разрешением, несмотря на то, что они должны были быть сжаты на PlayStation 3 и Xbox 360, предвидя, что версии для ПК будут отображать эти ресурсы несжатыми. Эти ранние решения также помогли разработке версий PlayStation 4 и Xbox One, благодаря их схожей системной архитектуре с ПК. Команда разработчиков ПК-версии состояла из членов первоначальной команды и специалистов по ПК из других студий Rockstar, которые делали Grand Theft Auto IV, Max Payne 3 и L. A. Noire на платформу. Рекомендуемые характеристики ПК основаны на том, что игра работает в родном разрешении 1080p со скоростью 60 кадров в секунду (fps); команда предложила 60 кадров в секунду в качестве оптимального критерия производительности. Сборка ПК поддерживает разрешение 4K и непокрытую частоту кадров. Команда решила предоставить игрокам возможность настроить игру в соответствии с их индивидуальными системными спецификациями. Игроки могут настроить уровень детализации, анизотропную фильтрацию, текстуры, освещение, эффекты частиц, отражения и так далее. Ползунок плотности населения влияет на плотность идущих по улице пешеходов и автомобилей на дорогах.

## Релиз

### Слухи и объявления
Во время разговора о доходах в сентябре 2009 года генеральному директору Take-Two Interactive Штраусу Зелнику был задан вопрос о Grand Theft Auto V, предполагаемой следующей игре в серии. Зельник заявил, что компания не собирается ничего оглашать относительно видеоигры.
В ноябре того же года Хаузер обсудил с The Times свою работу над серией и процесс, который будет предпринят для следующей игры Grand Theft Auto. Он выразил намерение совместно написать сценарий на тысячу страниц и сказал, что при разработке новой игры команда, как правило, создавала город, а затем из него разрабатывала ведущий актёрский состав. В июле 2010 года Rockstar North разместила семь объявлений о вакансиях, связанных с новой частью серии. Компания хотела нанять художников по окружающей среде, программистов-физиков и аниматоров персонажей — в последней вакансии требовался сотрудник с «профессиональным опытом разработки экшн-игр от третьего лица». Журналисты писали, что список вакансий свидетельствует о разработке Grand Theft Auto V. В июне 2011 года анонимные источники, предположительно близкие к разработчику, сообщили GameSpot, что разработка активно ведётся, с вероятной датой релиза в 2012 году.
Rockstar Games впервые подтвердили разработку игры 25 октября 2011 года в анонсе на своём официальном сайте и в Твиттере. Впоследствии цена акций Take-Two Interactive выросла на семь процентов. Журналисты заявили, что объявление вызвало значительный ажиотаж в игровой индустрии, которым они обязаны культовому значению серии.

### Продвижение
Игра широко продвигалась через трейлеры и демонстрации в прессе. 2 ноября 2011 года, через неделю после анонса, был выпущен дебютный трейлер. В нём идёт рассказ от лица Майкла и изображается открытый мир под песню «Ogdens’ Nut Gone Flake» английской рок-группы Small Faces. Пресс-релиз, опубликованный в тот же день, подтвердил, что в игре открытый мир Южной Калифорнии и Лос-Анджелеса. Почти год спустя Game Informer опубликовал историю Grand Theft Auto V для своего декабрьского выпуска 2012 года. Rockstar намеревалась выпустить второй трейлер 2 ноября, однако этим планам помешал ураган «Сэнди», который оборвал подачу электроэнергии в Нью-Йоркские офисы Rockstar. Трейлер был в конечном итоге выпущен 14 ноября; в нём повествуется предыстория главных героев под песню «Skeletons» американского музыканта Стиви Уандера. 26 апреля 2013 года были выпущены три трейлера, каждый из которых был посвящён каждому из главных героев. Песни «Radio Ga Ga» английской группы Queen, «Hood Gone Love It» американского рэпера Jay Rock и «Are You Sure Hank Done It This Way» американского музыканта Уэйлона Дженнингса используются в трейлерах Майкла, Франклина и Тревора соответственно.
В трейлере, выпущенном 9 июля 2013 года, демонстрировались первые кадры игрового процесса. В нём демонстрируется механика стрельбы и вождения, а также возможность мгновенно переключаться между персонажами. Трейлер Grand Theft Auto Online был выпущен 15 августа. В видео были показаны такие действия, как ограбления банков, мелкие грабежи, «традиционные» режимы игры, покупка недвижимости и езда на велосипеде. Последний предстартовый трейлер был выпущен 29 августа, предназначенный для телевизионной рекламы. В этом трейлере использовалась песня «Sleepwalking» американской группы The Chain Gang of 1974.
Для продвижения игры использовались стратегии вирусного маркетинга. Посетителям веб-сайта The Epsilon Program — вымышленного религиозного культа в рамках вселенной Grand Theft Auto, была предоставлена возможность зарегистрироваться в этом культе. После заполнения формы онлайн-членства, в правила и условия было сказано, что сайт был кастингом для пяти человек, которые получат возможность появиться в игре в качестве членов вымышленного культа. Официальный сайт Grand Theft Auto V был переработан 13 августа 2013 года для предварительного просмотра мероприятий и локаций в открытом мире и изучения историй главных героев. Дополнительная информация была опубликована на веб-сайте 24 августа, 6 сентября и 13 сентября.
Для увеличения продаж предзаказов, Rockstar сотрудничала с несколькими розничными торговыми точками, чтобы обеспечить специальные версии игры. В «специальное издание» входит уникальный кейс-упаковка, игровая карта и коды разблокировки для дополнительного контента в однопользовательском и многопользовательском режимах. Издатель сотрудничал с Sony при выпуске 500-гигабайтной консоли PlayStation 3, которая включает в себя копию игры, 30-дневную пробную подписку на сервис PlayStation Plus и набор брендовых наушников Grand Theft Auto V. Все игровые предварительные заказы предоставляли покупателю код доступа к внутриигровому атомному дирижаблю. GameStop провёл рекламный розыгрыш с шансом выиграть реальный спортивный автомобиль Bravado Banshee (игровой аналог Dodge Viper). Rockstar сотрудничала с West Coast Customs для создания автомобиля.
| Характеристики                              | Стандарт                     | Специальное издание          | Коллекционное издание        | Переиздание |
| ------------------------------------------- | ---------------------------- | ---------------------------- | ---------------------------- | ----------- |
| Игровой диск                                | Да                           | Да                           | Да                           | Да          |
| Доступ к атомному дирижаблю                 | Только предварительный заказ | Только предварительный заказ | Только предварительный заказ | Да          |
| Стилбук с изображением логотипа «V»         | Нет                          | Да                           | Да                           | Нет         |
| Чертёж карты (Лос-Сантос и округ Блэйн)     | Нет                          | Да                           | Да                           | Нет         |
| Специальное повышение способности           | Нет                          | Да                           | Да                           | Нет         |
| Трюковые испытания самолёта                 | Нет                          | Да                           | Да                           | Да          |
| Бонусные наряды, татуировки и т.д.          | Нет                          | Да                           | Да                           | Да          |
| Дополнительное оружие                       | Нет                          | Да                           | Да                           | Да          |
| Сумка для хранения ценных бумаг             | Нет                          | Нет                          | Да                           | Нет         |
| Ключ Grand Theft Auto V                     | Нет                          | Нет                          | Да                           | Нет         |
| Кепка New Era                               | Нет                          | Нет                          | Да                           | Нет         |
| Настройка персонажа Grand Theft Auto Online | Нет                          | Нет                          | Да                           | Да          |
| Уникальные транспортные средства и гаражи   | Нет                          | Нет                          | Да                           | Да          |
| Rockstar Editor                             | Нет                          | Нет                          | Нет                          | Да          |

Вскоре после выхода игры было выпущено приложение iFruit для устройств iOS. Оно позволяет игрокам настраивать транспортные средства, создавать собственные номерные знаки и обучать собаку Франклина новым трюкам, что открывает дополнительные возможности в игре. После его запуска некоторые пользователи сообщили о проблемах с подключением к серверам приложения; эти проблемы были устранены с обновлением 25 сентября 2013 года. iFruit был выпущен для Android 29 октября и для устройств Windows Phone 19 ноября.

### Задержки и утечки
Grand Theft Auto V не соответствовал первоначально запланированной дате выпуска в марте–мае 2013 года. К 30 октября 2012 года рекламные плакаты распространились в интернете и в списке Game просочилась предполагаемая дата релиза. В тот же день Rockstar объявила, что релиз запланирован на 2 квартал 2013 года, и компания начала принимать предварительные заказы 5 ноября 2012 года. 31 января 2013 года компания объявила, что дата релиза была перенесена на 17 сентября того же года. «Игре необходимо немного больше доработки, чтобы соответствовать стандарту, который мы и, что более важно, вы требуете», – говорится в пресс-релизе Rockstar. Игра была выпущена в Японии 10 октября 2013 года. Версия для ПК, первоначально запланированная для одновременного выпуска с версиями PlayStation 4 и Xbox One, была отложена трижды: сначала до 27 января 2015 года, позже до 24 марта 2015 года и снова до 14 апреля 2015 года. По словам Rockstar, игра требовала дополнительной доработки.
23 августа 2013 года появились сообщения о том, что некоторые европейские пользователи PlayStation 3, предварительно заказавшие Grand Theft Auto V, смогли загрузить некоторые части игры, включая саундтрек и диалоги персонажей. Подробности игры просочились позже в тот же день и в последующие дни, прежде чем Sony удалила файл предварительного заказа из Европейской PlayStation Network и выпустила официальное извинение перед Rockstar и её поклонниками. В ответ Rockstar заявили, что они «глубоко разочарована утечками и спойлерами, распространяемыми перед запуском игры».